# السبكي للإنتاج السينمائي
شركة السبكي للإنتاج السينمائي هي شركة مصرية رائدة في مجال صناعة الأفلام وإنتاجها، والعمل على توزيعها في الداخل والخارج. يمتلكها كلاً من المنتج أحمد السبكي ومحمد السبكي، ولكن انفصل المنتج محمد السبكي منذ سنوات عن الشركة المذكورة التي عمل على إنتاج الأفلام فيها مع شقيقه أحمد منذ مطلع التسعينات، لكي ينفرد بإنتاج بعض الأفلام من ماله الخاص ومنها: عمر وسلمى، آخر كلام ، نور عيني ، ومن أبرز الأفلام التي تم إنتاجها وتوزيعها من خلال شركة السبكي للإنتاج السينمائي: الرجل الثالث ، كركر، كابتن هيما، اللمبي، سيد العاطفي ، حلاوة روح، الحرب العالمية الثالثة ، عوكل، شد أجزاء ، حصل خير.